# Salomon Kroonenberg
Salomon Bernard Kroonenberg (Leiden, 13 maart 1947) is een Nederlands geoloog die tot 2009 hoogleraar in de toegepaste geologie was aan de TU Delft. Hij is schrijver van onder meer de boeken De menselijke maat: de aarde over tienduizend jaar en De Binnenplaats van Babel - Het raadsel van de spraakverwarring. Tot eind 2005 was hij columnist bij het weekblad Intermediair en een deel van zijn columns is verschenen in Stop de continenten! uit 1996.

## Levensloop
Kroonenberg doorliep het Stedelijk Gymnasium te Middelburg van 1959 tot 1965. In 1965 begon hij aan de Universiteit van Amsterdam de studie fysische geografie. Hij behaalde in 1971 zijn doctoraalexamen na afronding van zijn scriptie getiteld Petrology, weathering and landform genesis in granites in NW Spain. Vervolgens deed hij promotieonderzoek aan dezelfde universiteit waar hij in 1976 promoveerde op het onderzoek getiteld "Amphibolite-facies and granulite-facies metamorphism in the Coeroeni-Lucie area, southwestern Surinam". Tegelijkertijd werkte hij in Suriname voor het Ministerie van Binnenlandse Zaken (na de onafhankelijkheid van Suriname voor Buitenlandse Zaken) bij de Geologisch Mijnbouwkundige Dienst (GMD).
Na een cursus remote sensing bij het ITC in Enschede in 1979 werd Kroonenberg als "suppletiedeskundige" docent geologie, geomorfologie en remote sensing aan het Centro Interamericano de Fotointerpretación (CIAF) in Bogotá, Colombia. In 1982 werd hij aangesteld als hoogleraar geologie en mineralogie aan de Landbouwuniversiteit Wageningen. Van 1996 tot 2009 was hij hoogleraar Toegepaste Geologie aan de TU Delft. Kroonenberg werd lid van de jury van de Eurekaprijs in 2004. In 2007 kreeg hij voor zijn boek De menselijke maat, de aarde over tienduizend jaar de Eurekaprijs voor het beste populair-wetenschappelijke boek. Op 1 september 2009 ging hij met emeritaat. In 2011 werd hij benoemd tot Officier in de Orde van Oranje Nassau en kreeg hij de Van Waterschoot van der Gracht Penning van het KNGMG uitgereikt. Sinds 2017 is Kroonenberg buitengewoon hoogleraar geologie aan de Anton de Kom Universiteit van Suriname. 
Op 10 april 2025 kreeg Kroonenberg  de Surinaamse ondescheiding Officier in de Ere-Orde van de Palm voor zijn werk in Suriname. 

## Klimaatverandering
Wat betreft de klimaatverandering geldt Kroonenberg als een criticus van het Kyoto-protocol; hij relativeert de positie en de tijdsspanne van de mens binnen de geologische geschiedenis en wijst op de constante veranderingen in het klimaat, waar hij veelvuldig onderzoek naar gedaan heeft. Deze wetenschappelijke kritiek vatte hij samen in het boek De menselijke maat: de aarde over tienduizend jaar.
In oktober 2007 zorgde Kroonenberg voor enige opschudding nadat in het NRC Handelsblad een artikel was verschenen waarin werd beweerd dat de geoloog tijdens de Universiteitsdag van Amsterdam in het voorjaar op een onbewaakt moment zou hebben toegegeven dat de opwarming van de Aarde van de laatste dertig jaar zou zijn veroorzaakt door de broeikasgassen afkomstig van de mens, net zoals het IPCC in haar rapport eerder dat jaar had aangegeven. Gevraagd om een reactie verklaarde Kroonenberg in een brief dat hij weliswaar niet meer twijfelt dat de klimaatverandering mede door mensen is veroorzaakt maar ook dat er in het desbetreffende rapport te weinig aandacht is voor de invloed van natuurlijke factoren op klimaatsveranderingen. Volgens hem zou het IPCC "veel te weinig rekening hebben gehouden met vulkanische erupties en variaties in zonneactiviteit die een belangrijkere rol spelen bij klimaatveranderingen dan mensen". Tegelijk blijft hij er bij dat de bijdrage van de mens aan de klimaatverandering minimaal is en dat er nog te veel (wetenschappelijke) onzekerheid bestaat om in doemscenario's te geloven.
In december 2009 werd hij, samen met Hans Labohm, door de NOS geïnterviewd als 'klimaatscepticus'. Hierin bevestigde hij dat er naar zijn opvatting geen verband is tussen de uitstoot van CO2 en de opwarming van de aarde. Hij wordt hierin bijgetreden door (astro-)fysici zoals William Happer, Freeman Dyson, Nicholas Lewis en Piers Corbyn, klimatoloog Tim Ball, wetenschapsjournalist Marcel Crok, filmregisseur Marijn Poels   en andere klimaatsceptici.
In het voorjaar van 2021 verwijderde de TU Delft de Studium-Generalelezing van Salomon Kroonenberg uit 2015, die met 192 000 views op de derde plaats stond.

## Werk

### Boeken
- De aarde volgens W.F. Hermans. De schrijver als geoloog - Uitgeverij Atlas Contact, 2023 ISBN 9789045047515
- Kantelpunt - hoe de grootste binnenzee op aarde zijn biodiversiteit verloor - Uitgeverij Atlas Contact, 2019
- Geologie en landschap van Suriname (met Theo Wong en Pieter Augustinus) - LM Publishers, Volendam, 2017
- Spiegelzee - de zeespiegelgeschiedenis van de mens - Uitgeverij Atlas Contact, 2014
- De binnenplaats van Babel - Het raadsel van de spraakverwarring - Uitgeverij Atlas Contact, 2014
- Waarom de hel naar zwavel stinkt - Mythologie en geologie van de onderwereld - Uitgeverij Atlas, 2011
- De menselijke maat: de aarde over tienduizend jaar - Uitgeverij Atlas, 2006 (herziene uitgave in 2008)
- Stop de continenten! - 1996

### Hoorcolleges
- Aarde en klimaat. Hoorcollege over de geologische geschiedenis en toekomst van onze planeet - 2009 (6 cd's)

### Publicaties (selectie)
- (en)  Sevink, J., Hulshof, O.K., Mücher, H.J. & S.B. Kroonenberg, 1970. Age and development of some fossil podzols in the Dinkel Valley (E Netherlands). in "From Field to Laboratory", Publ. Fys. Geogr. Bodemk. Lab. Amsterdam, 16: 133‑148.
- (en)  Kroonenberg, S.B., 1975. Polymetamorphism in pelitic gneisses and amphibolites of the Coeroeni Group, SW Suriname. Anais 10ma Conf. Geol. Interguianas, Belem do Para, Brasil, 1: 414‑429.
- (en)  Kroonenberg, S.B., 1982. A Grenvillian granulite belt in the Colombian Andes and its relation to the Guiana Shield. Geologie & Mijnbouw, 61: 325‑333.
- (en)  De Vletter, D.R. & S.B. Kroonenberg, 1987. The granitoid‑volcanic complex of Suriname. in: Precambrian evolution of the Amazonian Region, Final meeting of the Working group, Carajás, Brazil, september 9‑14, extended abstracts: 55‑65.
- (nl)  Moura, M.L. & S.B. Kroonenberg, 1990. Geochemistry of Quaternary fluvial and eolian sediments in the southeastern Netherlands. Geologie en Mijnbouw, 69, 359-373.
- (en)  Alfaro, R.& S.B. Kroonenberg, 1992. Research on sustainable land use: A case study in Costa Rica. Conference on Development related research: a second look at the role of the Netherlands, Groningen, December 9-10, 1992. Resource papers IV (Latin America): 37-41.
- (en)  Winkels, H.J., J.P.M. Vink, J.E.M. Beurskens & S.B. Kroonenberg, 1993. Degree of pollution of the sediments in Lake Ketelmeer and lake IJsselmeer as affected by the river Rhine. Applied Geochemistry, Suppl. Issue, 2: 95-101
- (en)  Kroonenberg, S.B., 1994. Effect of provenance, sorting and weathering on the geochemistry of fluvial sands from different tectonic and climatic environments. Proceedings 29th International Geological Congress, Part A, 69-81, VSP.
- (en)  Kroonenberg, S.B., G.V. Rusakov, A.A.Svitoch, 1997. The wandering of the Volga delta: a response to rapid Caspian Sea-level changes. Sedimentary Geology, 107: 189-209.
- (en)  Kroonenberg, S.B., E.N. Badyukova, J.E.A. Storms, E. I. Ignatov, N.S. Kasimov, 2000. A full sea-level cycle in sixty-five years: barrier dynamics along Caspian shores. Sedimentary Geology 134:257-274.
- (en)  Overeem, I., Weltje, G.J., Bishop-Kay, C., Kroonenberg, S.B., 2002. The Late Cenozoic Eridanos delta system in the southern North Sea Basin: a climate signal in sediment supply? Basin Research, 13: 293-312.
- (en)  Kroonenberg et al. (20 auteurs), 2007. Solar-forced 2600 BP and Little Ice age highstands of the Caspian Sea. Quaternary International, 173-174, 137-143. https://doi.org/10.1016/j.quaint.2007.03.010
- (en)  Kroonenberg, S., De Roever, E., Fraga, L., Reis, N., Faraco, T., Lafon, J., . . . Wong, T., 2016. Paleoproterozoic evolution of the Guiana Shield in Suriname: A revised model. Netherlands Journal of Geosciences - Geologie En Mijnbouw, 95(4), 491-522. doi:10.1017/njg.2016.10